# Джон Міллер (футболіст)
Джон Міллер(англ. John Miller,1870 Дамбартон — 1933 Глазго) — шотландський футболіст. 

## Спортивна кар'єра
Розпочав свою кар'єру виступаючи за «Дамбартон», у 1890–1892 роках клуб займав перше місце у Шотландській футбольній лізі. З 1892 року виступав у першому складі, тоді новоствореної команди «Ліверпуль» з однойменного міста, забивши в Ланкаширській лізі за сезон 25 голів. У наступному сезоні, перейшов до «Шеффілд Венсдей» де забив 7 м'ячів у 13 іграх, а після закінчення сезону 1893–1894 повернувся до Шотландії де виступав за «Ейрдріоніанс» до закінчення кар'єри.